# Вудлон (округ Принц Џорџ, Мериленд)
Вудлон (енгл. Woodlawn, Prince George's County) насељено је место без административног статуса у америчкој савезној држави Мериленд.

## Демографија
По попису из 2010. године број становника је 6.334, што је 83 (1,3%) становника више него 2000. године.
| Група             | 2000.         | 2010.         |
| Белци             | 917 (14,7%)   | 449 (7,1%)    |
| Афроамериканци    | 4.522 (72,3%) | 3.108 (49,1%) |
| Азијати           | 138 (2,2%)    | 112 (1,8%)    |
| Хиспаноамериканци | 597 (9,6%)    | 2.647 (41,8%) |
| Укупно            | 6.251         | 6.334         |